# Pod Veselovem
Pod Veselovem je přírodní památka nacházející se ve Středočeském kraji 6 km jihozápadně od Kladna, v katastrálním území Družec obce Družec. Jedná se o poměrně strmý svah na severozápadním úpatí kopce Veselov (493,3 m n. m.). Chráněné území bylo vyhlášeno roku 1969 z důvodu výskytu silně ohroženého koniklece lučního českého (Pulsatilla pratensis subsp. bohemica), který je zde relativně hojně zastoupen. Kromě koniklece se zde nachází několik dalších vzácnějších druhů rostlin, jako je rozrazil rozprostřený (Veronica prostrata), mochna bílá (Potentilla alba), jetel alpínský (Trifolium alpestre), netřesk výběžkatý (Jovibarba globifera) a pcháč bezlodyžný (Cirsium acaule). 

## Lokalita

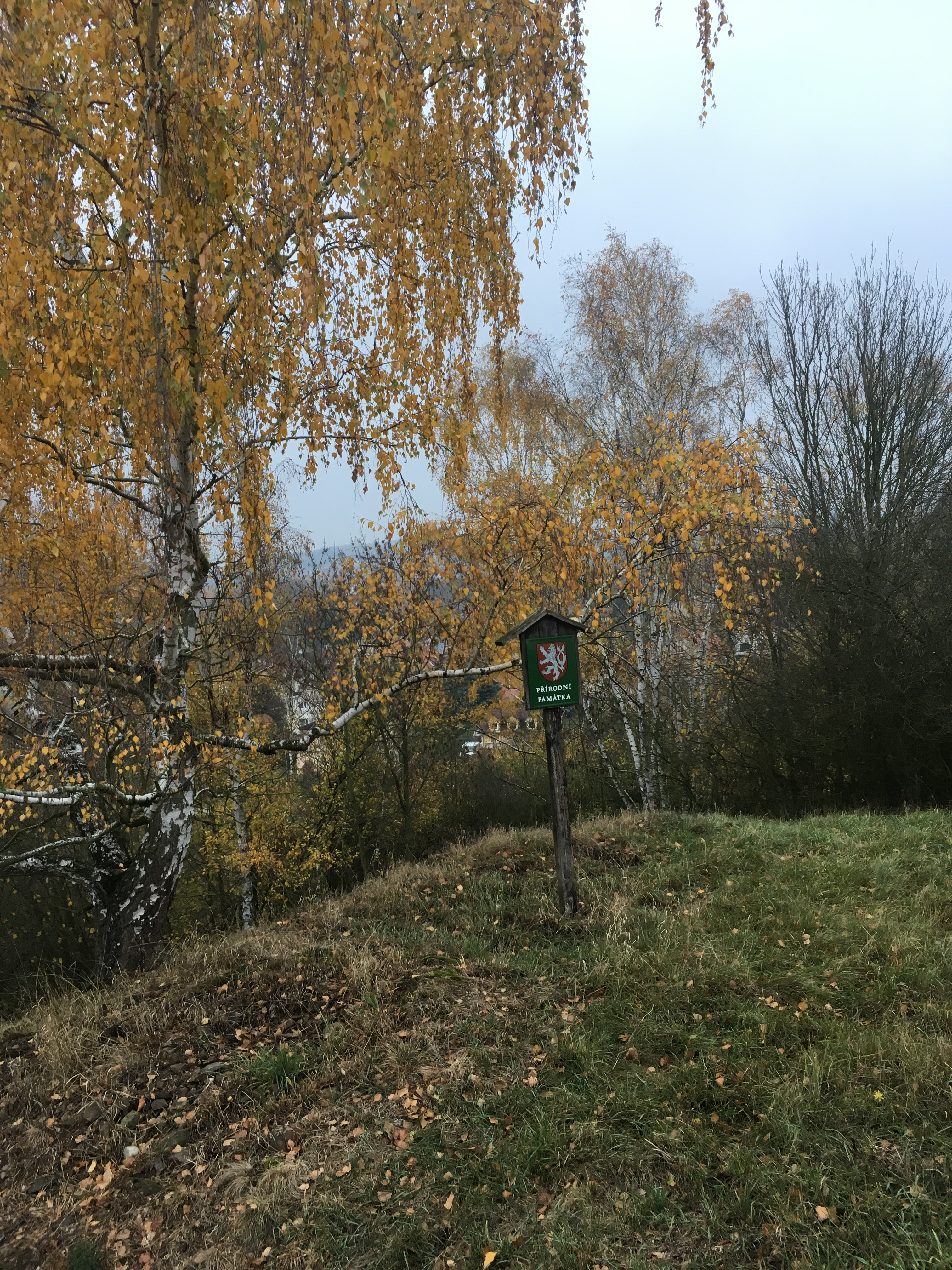
Cedule Přírodní památka v horní části území

Přírodní památka se nachází na severozápadním úpatí kopce Veselov (429,3 m n. m.) přibližně 350 m od jeho vrcholu v centru obce Družec. Nadmořská výška se pohybuje v rozmezí 365 (na úpatí svahu v jihozápadní části u silnic) až 392 m (u stožáru elektrického napětí v jihovýchodní části). Svah je orientován na západ. Plocha zaujímá 0,83 ha.  Tvar území je podlouhlý, přibližně obdélníkovitý, se šířkou cca 50-80 m a délkou cca 135 m. Většina území je pokryta lesem. Horní část sousedící s polem je tvořena suchými trávníky. Na západní až jihozápadní části (poblíž silnice na Velkou Dobrou) se nachází prostor bývalého lomu. Jižní částí prochází vedení vysokého napětí, jeden stožár se nachází uvnitř území na jeho jihovýchodním okraji. Na východě území sousedí s polem, na jihu pokračuje křovinatá stráň, západní hranici tvoří silnice vedoucí na Velkou Dobrou a na severním okraji se nachází cesta a oplocená zahrada. Přímo na místě je území vyznačeno červeným pruhovým značením a tabulemi s malým státním znakem.

## Historie
Chráněné území bylo vyhlášeno roku 1969 (s platností od 17. dubna 1969). Důvodem zřízení byla ochrana koniklece lučního českého (Pulsatilla pratensis subsp. bohemica), jehož bohaté naleziště se na území nacházelo a v současnosti stále nachází. Vzácnost koniklece byla známa již dříve a o zajištění jeho ochrany se uvažovalo minimálně od roku 1962. Před vyhlášením chráněného území na této lokalitě probíhala pastva hospodářských zvířat a při okrajích se nacházely ovocné sady. Přibližně v době vyhlášení zde byla pastva ukončena a území přestalo být udržováno, což mělo nepříznivý vliv na vegetaci i populaci koniklece, a docházelo k masivním náletům dřevin, především keřů. V 80. letech byla pastva nahrazena pravidelnou sečí a částečným vyřezáváním náletů. Tento zpusob péče o památku přetrvává do současnosti.
V místě byla v minulosti provedena výsadba borovic. V oblasti bývalého lomu zde docházelo k těžbě spilitu pro místní účely, tedy pro výstavbu komunikací a podobně. Těžba byla ukončena pravděpodobně někdy v polovině 20. století.

## Přírodní poměry

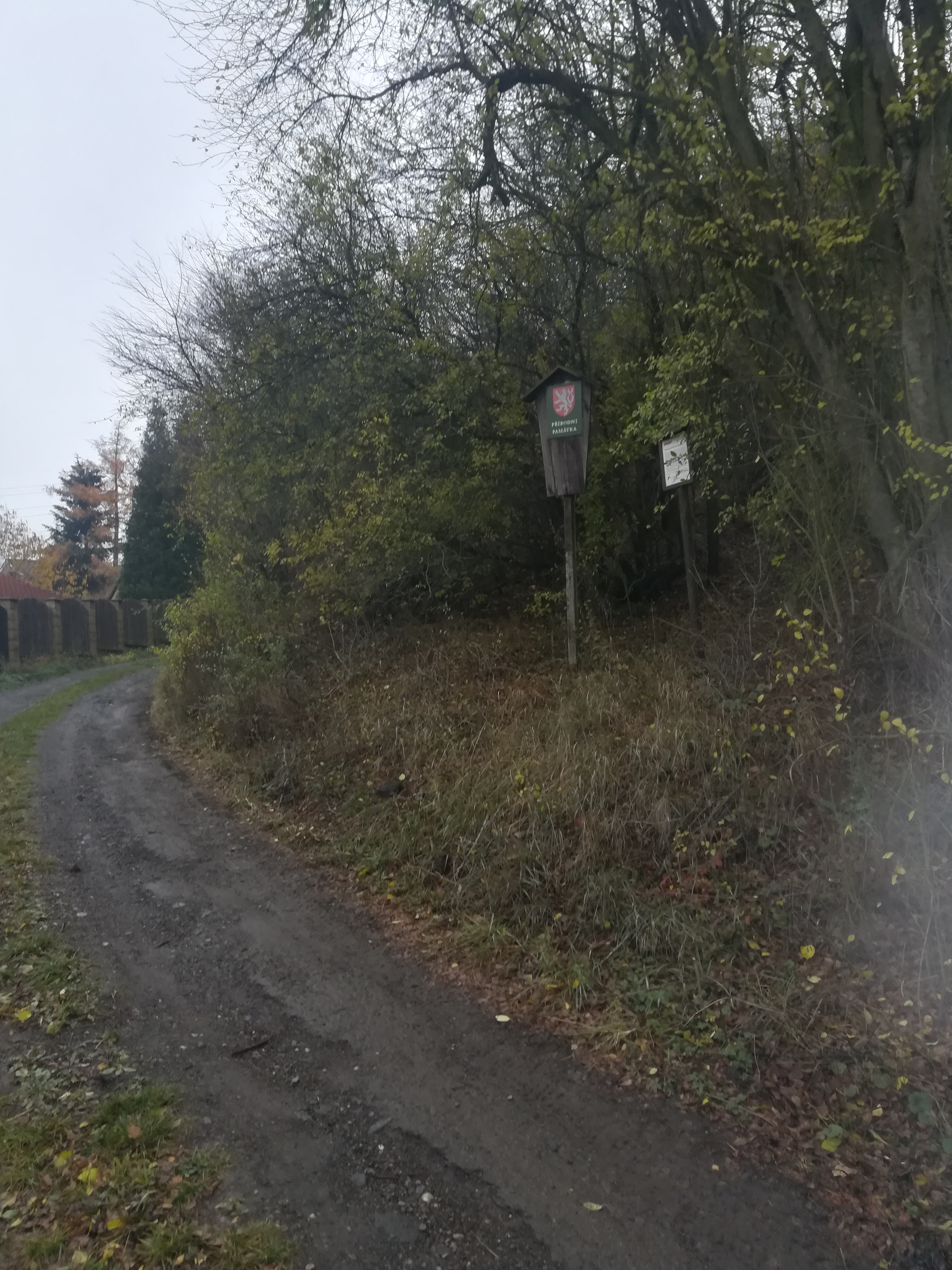
Přístupová cesta, cedule "přírodní památka" a informační tabule

### Geologie
Z geologického hlediska území patří do Barrandienu, který je součástí Českého masivu. Podloží je tvořeno především proterozoickými horninami kralupsko-zbraslavské skupiny. Převládají fylitické droby a břidlice, dále zde můžeme v jižní polovině území nalézt spility. V horních částech svahu se lokálně objevují štěrkovité terasy. Místy vystupují malé skalky tvořené bazalty, v jihozápadní části území je podloží obnaženo ve stěnách bývalého lomu. Ve spodních částech svahu se nachází holocenní nivní sedimenty, související s tokem potoka Kačák (Loděnice).

### Pedologie
Převažujícím typem půd jsou černozemě až rankery. Zvětráním podkladu se vytvořily svahové hlíny se skeletem, směrem ze svahu dolů se jejich mocnost zvětšuje.

### Klimatologie, hydrologie

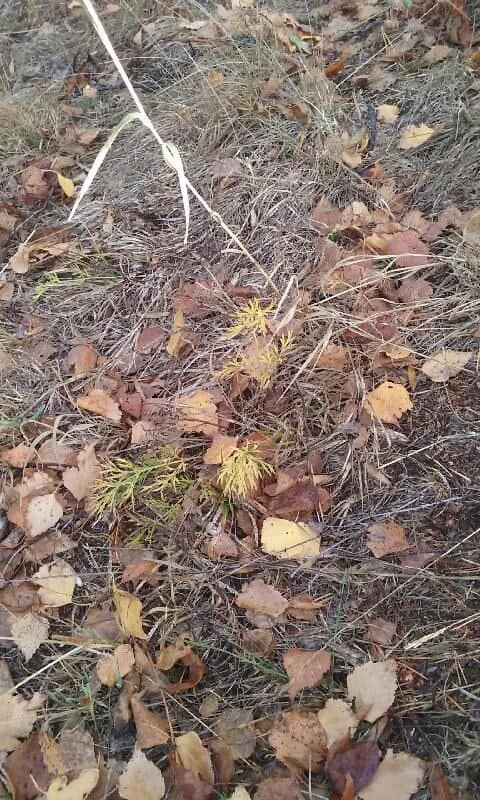
Koniklec luční český (listopad)

Území se nachází v mírně teplé klimatické oblasti. Průměrná roční teplota se pohybuje okolo 7 °C, roční úhrn srážek je mezi 500-600 mm.

### Vegetace
Nelesní složku místní vegetace tvoří především acidofilní suché trávníky (svaz Koelerio-Phleion phleoidis). Z diagnostických druhů zde nalezneme například mařinku psí (Asperula cynanchica), ovsíř luční (Avenula pratensis), hvozdík kartouzek (Dianthus carthusianorum), jestřábník chlupáček (Hieracium pilosella), třezalku tečkovanou (Hypericum perforatum), smělek jehlancovitý (Koeleria pyramidata), bojínek tuhý (Phleum phleoides), bedrník obecný (Pimpinella saxifraga) nebo jetel rolní (Trifolium arvense).
Na východní hranici území sousedící s polem můžeme nalézt druhy náročnější na hloubku půdního profilu či živiny, například ovsík vyvýšený (Arhenatherum elatius), kerblík lesní (Anthriscus sylvestris) a srhu laločnatou (Dactylis glomerata). Na místech s mělkým půdním profilem rostou sukulentní druhy rostlin, jako je rozchodník šestiřadý (Sedum sexaangulare), rozchodník skalní (Sedum reflexum), nebo některé jarní efemery, zahrnující druhy huseníček rolní (Arabidopsis thaliana), plevel okoličnatý (Holosteum umbellatum), pomněnku drobnokvětou (Myosotis stricta), šťovík menší (Rumex acetosela) a lničku drobnoplodou (Camelina microcarpa). Mezi zde vyskytující se ruderální a nepůvodní druhy patří zejména truskavec ptačí (Polygonum aviculare), merlík bílý (Chenopodium album) a janovec metlatý (Sarothamnus scoparius).
Při jižní hranici území nalezneme druhotné dřeviny, například hloh jednosemenný (Crataegus monogyna), slivoň myrobalán (Prunus cerasifera), bez černý (Sambucus nigra), javor mléč (Acer platanoides) a jasan ztepilý (Fraxinus excelsior), a zplanělé druhy, jako je pámelník bílý (Symphoricarpos rivularis) a mahónie cesmínolistá (Mahonia aquifolium). V podrostu se nacházejí zejména ruderální a stínomilné rostliny, zahrnující netýkavku malokvětou (Impatiens parviflora), vlaštovičník větší (Chelidonium majus), lipnici hajní (Poa nemoralis), kopřivu dvoudomou (Urtica dioica), violku srstnatou (Viola hirta) a kuklík městský (Geum urbanum).
Ve středu území najdeme druhotné lesní porosty, nachází se zde druhy borovice lesní (Pinus sylvestris), dub letní (Quercus robur), bříza bělokorá (Betula pendula) a habr obecný (Carpinus betulus). Jedná se o jedince mladší sedmdesáti let, jelikož na snímcích z padesátých let je území ještě bezlesé. V podrostu se nachází převážně druhy suchých trávníků, například chrastavec rolní (Knautia arvensis), jetel alpínský (Trifolium alpestre) nebo řeřicha chlumní (Lepidium campestre), a ve více zastíněných a úživných částech také kapustka obecná (Lapsana communis), kerblík lesní (Anthriscus sylvestris) a ptačinec prostřední (Stellaria media). Keřové patro je tvořené směsí původních a nepůvodních druhů, nalezneme zde slivoň myrobalán (Prunus cerasifera), mahónii cesmínolistou (Mahonia aquifolium), pámelník bílý (Symphoricarpos albus), trnku obecnou (Prunus spinosa), třešeň ptačí (Prunus avium) a růži šípkovou (Rosa canina).
V severní části území se dnes nachází převážně křoviny a ovocné dřeviny – nalezneme zde jabloň domácí (Malus domestica), třešeň ptačí (Prunus avium) a slivoň myrobalán (Prunus cerasifera). Pouze při okrajích nebo ve světlinách se nachází pozůstatky trávníků s druhy, jako jsou jetel alpínský (Trifolium alpestre), válečka prapořitá (Brachypodium pinnatum), jahodník obecný (Fragaria vesca), jahodník truskavec (Fragaria moschata), rozrazil rozekvítek (Veronica chamaedrys) a mochna bílá (Potentilla alba). Stromové patro zde zastupuje lípa velkolistá (Tilia platyphyllos).
V lokalitě nalezneme několik zvláště chráněných a ohrožených druhů. Jedná se zejména o koniklec luční český (Pulsatilla pratensis subsp. bohemica), jehož největší část zdejší populace nalezneme ve střední části území na vystupujících skalkách a v rozvolněných trávnících. V ostatních částech území se nacházejí pouze jednotlivci. Ve střední části území se nachází několik jedinců pcháče bezlodyžného (Cirsium acaule) a několik málo desítek trsů mochny bílé (Potentilla alba), při jihozápadním okraji se hojně vyskytuje netřesk výběžkatý (Jovibarba globifera). Poměrně hojně po celé lokalitě roste jetel alpínský (Trifolium alpestre). V roce 2018 byl zde mezi stožárem vysokého napětí a lomem nalezen pouze jediný trs druhu rozrazil rozprostřený (Veronica prostrata), jemuž nesvědčí přítomnost ruderálních a expandujících druhů rostlin. Výskyt dalších chráněných a ohrožených druhů rostlin, které se zde dříve vyskytovaly, jako je vousatka prstnatá (Bothriochloa ischaemum), chrpa chlumní (Centaurea triumfetii) a mateřídouška panonská (Thymus pannonicus), se při posledním průzkumu v roce 2018 nepodařil ověřit.

### Fauna
Fauna nebyla v minulosti systematicky zkoumána. Lze předpokládat výskyt běžných druhů zemědělské krajiny. Zaznamenán byl výskyt slepýše křehkého (Anguis fragilis), okáče černohnědého (Erebia ligea) a lišaje vrbkového (Deilephila elpenor).

## Ochrana

### Předmět ochrany
Hlavním předmětem ochrany je koniklec luční český (Pulsatilla pratensis subsp. bohemica), který spadá do kategorie C2 – silně ohrožený. V roce 2018 bylo na této lokalitě zaznamenáno přibližně 160 jedinců (100 kvetoucích, 60 sterilních). Primárním cílem ochrany je zachovat početnou a vitální populaci koniklece a vhodnými managementovými zásahy podpořit biotop suchých trávníků s výskytem některých dalších vzácnějších druhů rostlin.

### Environmentální problémy
V minulosti mělo na lokalitu nepříznivý vliv ukončení pastvy spojené s nálety dřevin, což je od 80. let do současnosti nahrazeno sečí a vyřezáváním. S některými problémy se však zde setkáme i v současnosti. Území na východě sousedí s polem, na kterém jsou užívána hnojiva a další agrochemikálie. To má značný vliv na přilehlé části suchých trávníků. Dochází k eutrofizaci a následné zahušťování travního drnu, vyskytují se zde ruderální druhy rostlin. V oblasti křovin při severní a jižní hranici se nacházejí zbytky černých skládek domovního odpadu a zahradního bioodpadu. Dalším rizikem jsou občasné pokusy o vyrýpávání jednotlivých trsů koniklece, pravděpodobně s účelem obohatit svou zahradu o nový druh rostliny.

### Praktikované způsoby managementu
Na území pravidelně jednou ročně dochází na ploše cca 1500 m2 ke kosení travního porostu a vyřezávání křovin. V místě vedení vysokého napětí je udržován průsek lesním porostem. K poslednímu sečení a odstraňování dřevěné vegetace došlo okolo srpna až září 2018, vyřezaná biomasa zde byla ponechána. V roce 2018 téže došlo k jednorázové obnově pruhového značení. 

### Plán péče
Z důvodu snahy o udržení populace koniklece se uvažuje o znovuobnovení pastvy. Při pastvě totiž, na rozdíl od sečení, dochází kromě odstraňování biomasy také k obnažování malých plošek, čímž dochází k odstranění konkurenčních druhů a odkrytí půdy pro úspěšné vyklíčení a uchycení jedinců. 
Dále je vhodné omezit eutrofizaci z přilehlého pole, čímž by zároveň došlo k omezení expanze konkurenčně silnějších druhů, a tím pádem i k omezení míry zastínění trávníků. Bylo by vhodné podpořit bariéru dřevin, které sice již v minulosti na hranici mezi polem a chráněným územím byla vytvořena, ale plní svou funkci jen částečně, jelikož došlo k uchycení pouze části vysazených jedinců a navíc působením herbicidů v poli je jejich růst zpomalený. Vhodnou pomocí je doplnění bariéry dalšími dřevinami a omezení aplikace agrochemikálií v bezprostředním okolí přírodní památky.
Je potřeba provádět pravidelné vyřezávání dřevin a redukci korun stromů, čímž by došlo ke snížení zastínění území. V budoucnu by bylo vhodné pokusit se o znovuobnovení travinných biotopů v části území pod vedením drátů vysokého napětí, kde se v současné době nachází lesní a křovinatý porost. 

## Turismus
Lokalita je poměrně těžko dostupná. Lze využít přístupovou cestu od silnice vedoucí směrem na Velkou Dobrou (v ulici Hlavní) a následně vystoupat strání vzhůru. Druhou alternativou je pěšina, táhnoucí se při okraji pole od cesty, která spojuje Družec a Velkou Dobrou. Vzhledem k nelehkému přístupu není památka příliš navštěvována, výskyt koniklece přitahuje zejména amatérské přírodovědce.

## Obrázky

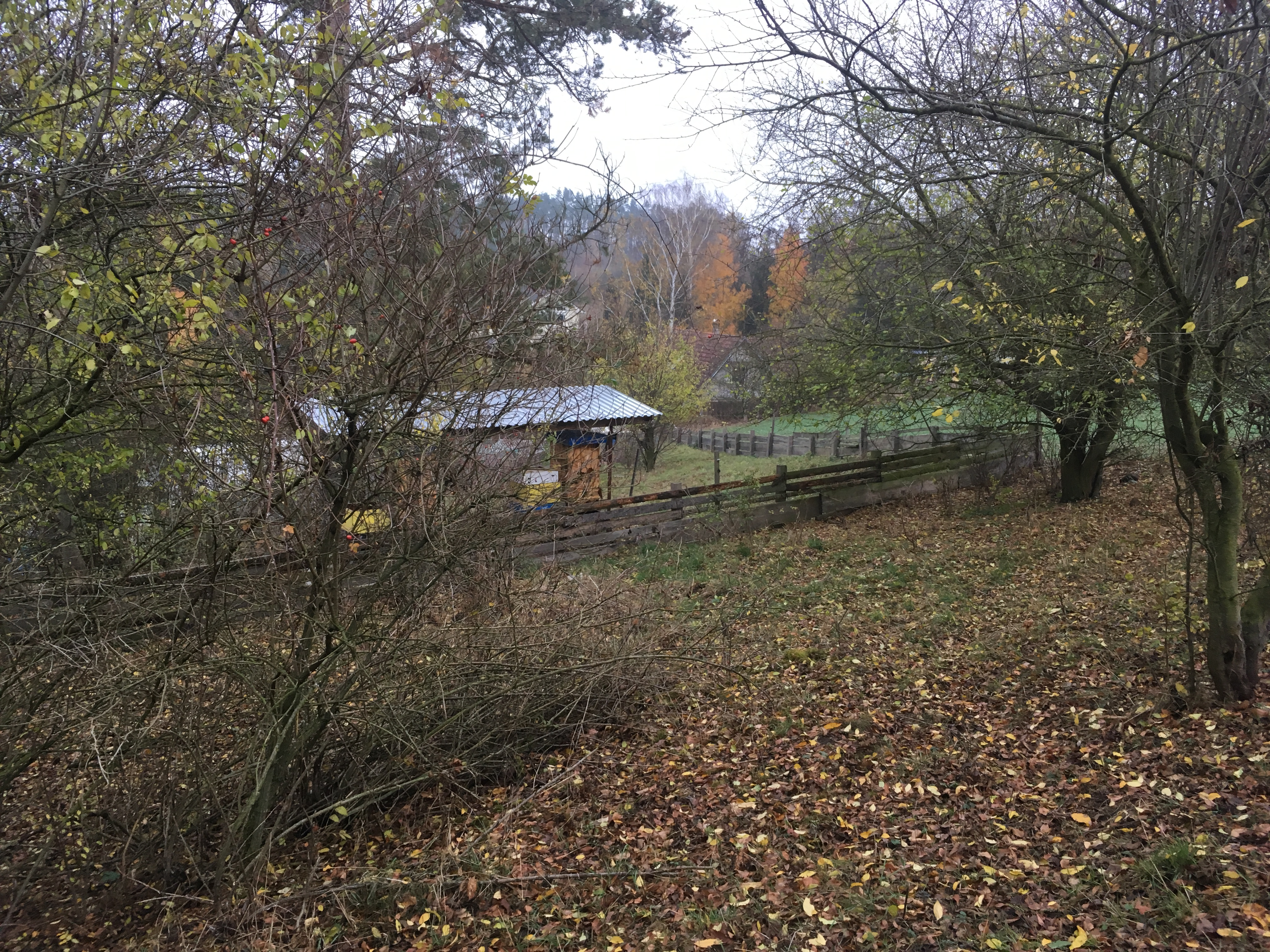
Severní část
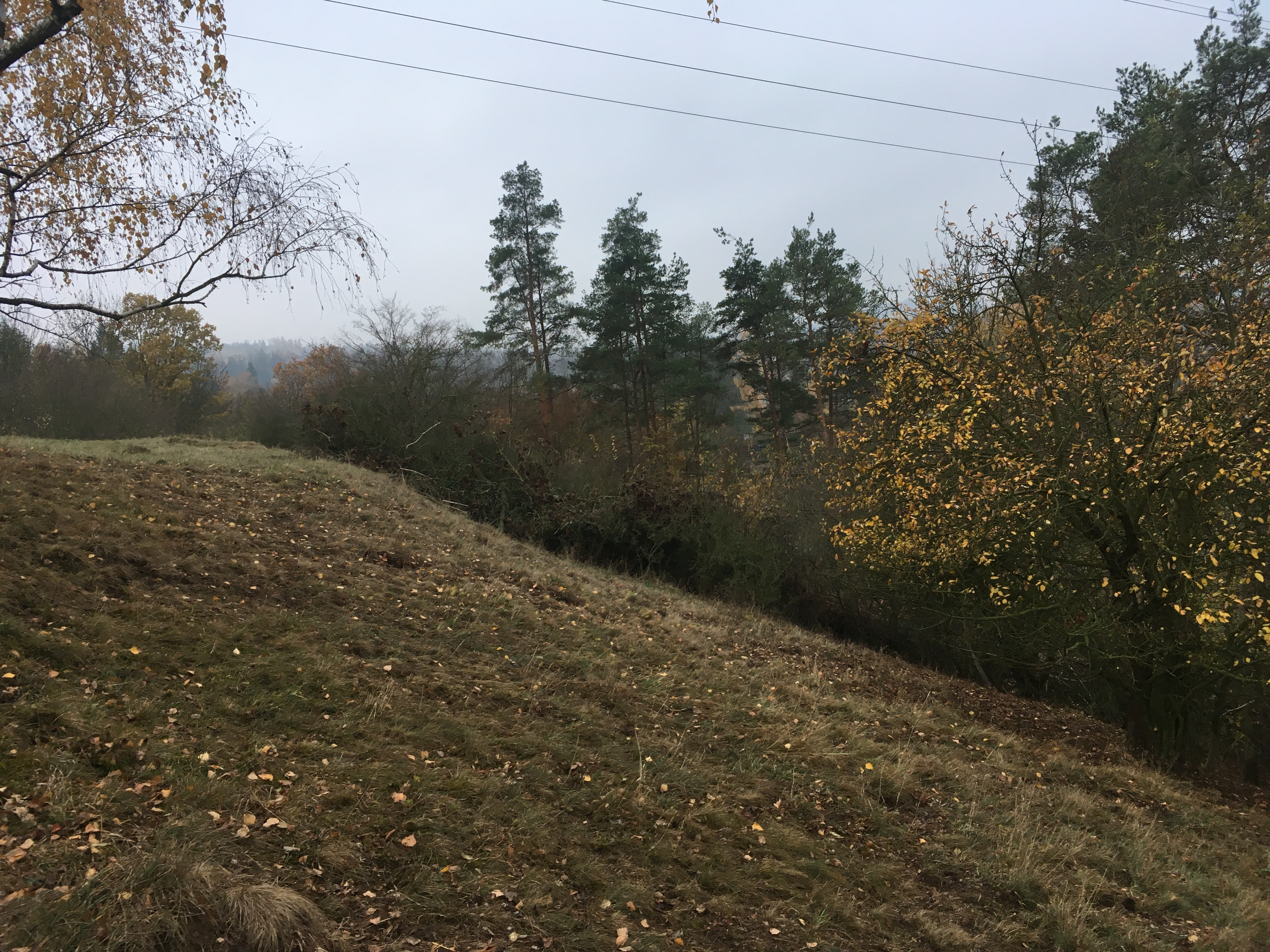
Svah v jižní části území
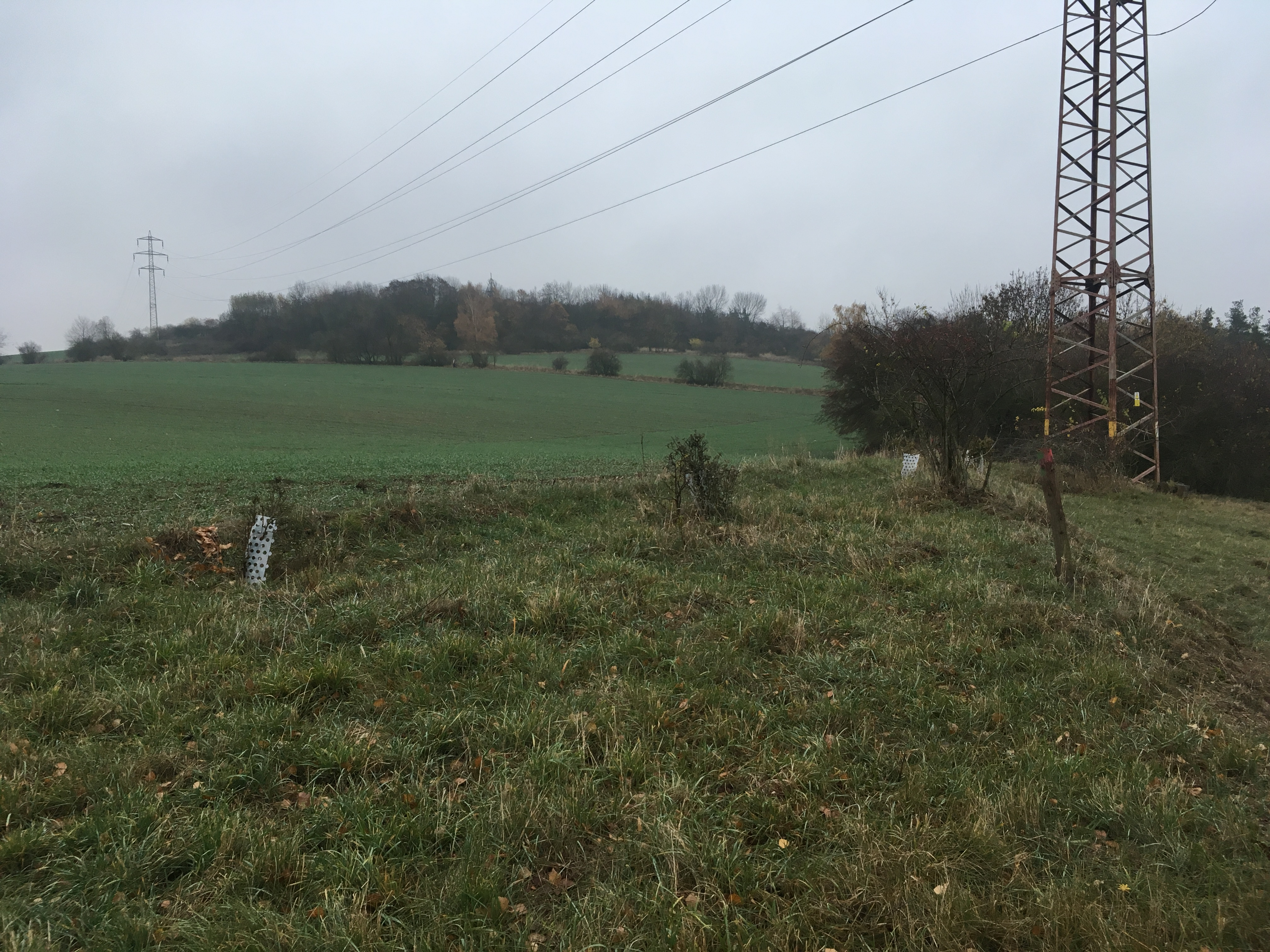
Východní část území - přilehlé pole a sloup vysokého napětí
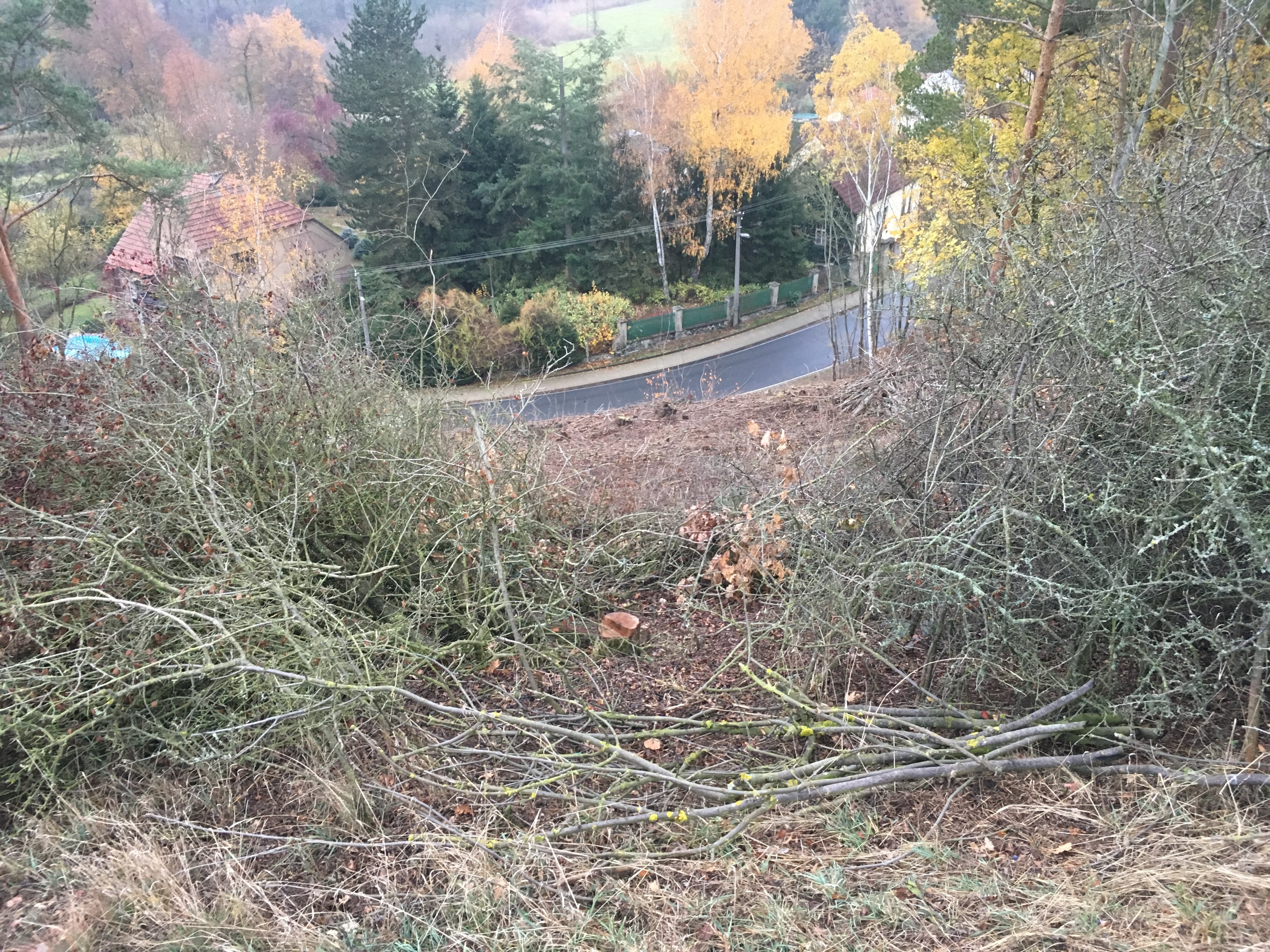
Pohled shora na západní část území a silnici vedoucí na Velkou Dobrou